# Телюрайд
Телюрайд (на английски: Telluride) е град в окръг Сан Мигел, щата Колорадо, САЩ. Телюрайд е с население от 2221 жители (2000) и обща площ от 1,8 km². Намира се на 2667 m надморска височина. ЗИП кодът му е 81435, а телефонният му код е 970.